# Patience Dabany
Patience Dabany, pseudonimo di Marie Joséphine Kama, conosciuta anche come Joséphine Bongo da sposata (Brazzaville, 22 gennaio 1944), è una cantante e musicista gabonese.

## Biografia
Nel 1959, a soli 15 anni di età, sposa Albert-Bernard Bongo (poi Omar Bongo Ondimba), futuro presidente della Repubblica del Gabon (1963-2009). Con l'elezione presidenziale del marito ricopre il ruolo di first lady collaborando attivamente all'attività politica del paese. Nel 1986 divorzia dal marito e si dedica esclusivamente alla carriera artistica assumendo il nome d'arte di Patience Dabany. È la madre dell'attuale presidente gabonese Ali Bongo Ondimba.

## Carriera artistica
Nacque in una famiglia di musicisti: la madre era una cantante di musica tradizionale gabonese mentre il padre era fisarmonicista.
Il suo primo album Levekisha pubblicato nel 1986 ha un notevole successo in ambito nazionale. Nello stesso periodo si trasferisce a Los Angeles per consolidare la sua carriera anche a livello internazionale.
Nel 2004 pubblica l'album Obomiyia, a cui collabora anche Quincy Jones, registrato tra Libreville, Los Angeles e Parigi che comprende anche parti corali cantate dalle popolazioni di etnia pigmea del Gabon. L'uscita dell'album le permette di intraprendere un tour europeo nel quale si esibisce assieme a James Brown.
Nel corso della sua carriera ha realizzato collaborazioni artistiche con Janet Jackson, Patty Labelle e Thelma Houston.
Recentemente si è esibita allo Stade de l'Amitié di Libreville durante la cerimonia di apertura della finale della Coppa delle nazioni africane 2012.
Nel dicembre 2023, il procuratore generale di Libreville ha annunciato un procedimento giudiziario per “dichiarazioni ingiuriose”, dopo le dichiarazioni ingiuriose di Patience Dabany nei confronti del presidente della transizione Brice Oligui Clotaire Nguema..

## Discografia
- 1986: Levekisha
- 1994: Cheri Ton Disque Est Rayé
- 1994: Associé
- 1994: Patience Dabany
- 1997: Nouvelle Attitude
- 2001: Article 106
- 2004: Obomiyia (Creon Music)